# سيدني سوانز
سيدني سوانز (بالإنجليزية: Sydney Swans)‏ هو نادي كرة القدم الأسترالية أسترالي تأسس في 1874 ، يقع مقره الرئيسي في سيدني، ويلعب في دوري كرة القدم الأسترالية، وNorth East Australian Football League ‏.

## وصلات خارجية
- الموقع الرسمي